# 温泉石刻
温泉石刻，位于中国广东省茂名市电白县麻岗镇热水村，为电白县的一个县级文物保护单位，类型为石窟寺及石刻，公布时间为1998年2月12日。
温泉石刻的历史年代为明、清。